# Виннер Форд–Университет
«Виннер Форд–Университет» (Запорожье) — бывшая украинская мини-футбольная команда, участник чемпионата Украины по мини-футболу.
«Виннер Форд–Университет» — одна из трёх запорожских команд, выступавших в высшей лиге чемпионата Украины по мини-футболу, наряду с «ДСС» и «Запорожкоксом». Команда основана при поддержке совместного предприятия «Виннер Форд Запорожье» (директор — Геннадий Фукс), а также Запорожского национального университета (ректор — Вячеслав Толок).
В 1996 году команда под руководством тренеров Юрия Арестенко и Валерия Петруха успешно выступает в первой лиге чемпионата Украины по мини-футболу. Чемпионами становятся Эдуард Дорошенко, Алексей Проскура, Роман Смирнов, Тарас Вонярха, Вадим Пахолов, Сергей Костюченко, Юрий Белышко, Александр Михайлов, Игорь Рутанский, Алексей Авраменко, Владимир Морозов, Сергей Дюженко, Сергей Скороход, Андрей Гончаренко, Дмитрий Каско и Павел Шалфеев.
В 1998 году «Виннер Форд-Университет» выигрывает бронзовые медали высшей лиги чемпионата Украины по мини-футболу. Кроме этого, команда выигрывает харьковский турнир «Кубок Освобождения».
В 1999 году команда добивается наивысших результатов в розыгрыше чемпионата и кубка Украины. В чемпионате «Виннер Форд–Университет» финиширует вторым, уступив лишь одно очко киевскому «ИнтерКрАЗу». Лучшим бомбардиром чемпионата становится выступающий за запорожскую команду Игорь Москвичёв (52 гола в 25 играх). В десятку лучших бомбардиров попадает также Алексей Кудлай (27 голов в 31 игре) и Александр Моргунов (27 голов в 26 играх). В финале кубка страны «Виннер Форд–Университет» обыгрывает УС «Корпию» со счётом 8:3, установив рекорд результативности в финальных матчах кубков; четыре мяча в финале на счету Игоря Москвичёва, что также стало рекордом.
После успешного выступления в сезоне 1998/1999 команда распалась, объединившись с земляками из «Запорожкокса».